# Laboratório Nacional de Física

O Laboratório Nacional de Física (em inglês: National Physical Laboratory, NPL) é o laboratório nacional de pesos e medidas do Reino Unido, com sede em Bushy Park em Teddington, Richmond upon Thames. É a maior instituição de Física aplicada do país, e tem um papel similar ao do Instituto Nacional de Metrologia, Qualidade e Tecnologia (Inmetro), do Brasil, e do National Institute of Standards and Technology (NIST), dos Estados Unidos.